# Degüello
Degüello ist das sechste Album der amerikanischen Bluesrock-Band ZZ Top. Es erschien im August 1979 bei Warner Bros. Records. Der Albumtitel Degüello bezeichnet ein militärisches Hornsignal, das erstmals 1836 von mexikanischen Truppen verwendet wurde.

## Wissenswertes
Nach dem Vorgängeralbum „Tejas“ und der Trennung von ihrer Plattenfirma London Records hatte die Band eine Auszeit genommen. Sänger und Gitarrist Billy Gibbons hielt sich längere Zeit in Großbritannien und Frankreich auf und ließ den Kontakt zu den anderen Bandmitgliedern einschlafen. Als die Band sich wieder zusammenfand, hatten sich weder Gibbons noch Bassist Dusty Hill rasiert, seit dieser Zeit treten die beiden Musiker mit den zum Markenzeichen gewordenen Vollbärten auf.
Die Band sah sich mit der aufkeimenden Punk-Bewegung konfrontiert und versuchte, an ihren Blues-Wurzeln festzuhalten und zugleich ihr musikalisches Spektrum breiter zu fächern. So kamen bei „Cheap Sunglasses“ erstmals Synthesizer zum Einsatz. Das Lied ist als Hommage an die musikalischen Vorbilder der Band gedacht, die solche „billigen Sonnenbrillen“ trugen. Die Idee zu „I’m Bad, I’m Nationwide“ entstand nach dem Besuch eines Konzertes von Freddie King, mit dem Lied versucht die Band, die „leidenschaftliche Intensität dieses Erlebnisses, diese Art von allgegenwärtiger Verderbtheit“ zu beschreiben. Auf dem Album befinden sich zwei Coverversionen. Das erste Stück des Albums „I Thank You“ wurde von Isaac Hayes und David Porter geschrieben und erstmals 1968 von Sam & Dave aufgenommen. Mit „Dust My Broom“ interpretierte die Band einen Blues-Standard neu, der auf eine Aufnahme von Robert Johnson aus dem Jahr 1936 zurückgeht („I Believe I’ll Dust My Broom“). In den Credits zum Album wird als Urheber allerdings Elmore James genannt, es ist bis heute nicht zweifelsfrei geklärt, wer das Stück komponiert hat.
Der Albumtitel Degüello (spanisch für „Enthauptung“) steht für ein gleichnamiges Hornsignal, das die mexikanischen Truppen während der Schlacht um Alamo 1836 verwendeten. Es bringt zum Ausdruck, dass weder um Schonung gebeten noch welche gewährt wird.
Für die CD-Version im sogenannten Sixpack sollte das Album 1985 eigentlich neu bearbeitet werden, aufgrund rechtlicher Differenzen um „Dust My Broom“ musste man Degüello aber zunächst zurückstellen und griff stattdessen auf den Nachfolger El Loco zurück. Degüello wurde später in seiner ursprünglichen Fassung als CD veröffentlicht.

## Titelliste
1. I Thank You (Isaac Hayes, David Porter) – 3:23
2. She Loves My Automobile (Beard, Gibbons, Hill) – 2:23
3. I’m Bad, I’m Nationwide (Beard, Gibbons, Hill) – 4:45
4. A Fool for Your Stockings (Beard, Gibbons, Hill) – 4:15
5. Manic Mechanic (Beard, Gibbons, Hill) – 2:36
6. Dust My Broom (Elmore James) – 3:06
7. Lowdown in the Street (Beard, Gibbons, Hill) – 2:49
8. Hi Fi Mama (Beard, Gibbons, Hill) – 2:22
9. Cheap Sunglasses (Beard, Gibbons, Hill) – 4:46
10. Esther Be the One (Beard, Gibbons, Hill) – 3:30

## Rezeption
Stephen Thomas Erlewine von Allmusic hält das Album für das beste seit dem 1973er Album „Tres Hombres“. Der Sound von ZZ Top sei härter geworden, es sei textlich das wildeste Album der Band, im Gegensatz dazu sei die Produktion sehr stromlinienförmig. Für Erlewine ist „Degüello“ eines der stärksten Alben von ZZ Top. Lester Bangs vom Musikmagazin Rolling Stone nennt das Album einen „gekonnten Tritt in die Eingeweide“ und resümiert, dass „Punks Rasierklingen trügen, die Band sie jedoch live spiele“. Jaan Uhelszki von super70s.com bemerkt, dass die Band mit Stücken wie dem stampfenden „I Thank You“, dem anzüglichen „Hi Fi Mama“ und dem großkotzigen „I’m Bad, I’m Nationwide“ nahe an der Grenze des guten Geschmacks sei, doch dass sie sich darum nicht kümmere, solange sie unterhalte.

## Auszeichnungen für Musikverkäufe
Das Album erreichte in den USA 1984 Platin-Status für 1.000.000 verkaufte Einheiten.
| Land/Region               | Auszeichnungen für Musikverkäufe (Land/Region, Auszeichnung, Verkäufe) | Verkäufe  |
| ------------------------- | ---------------------------------------------------------------------- | --------- |
| Deutschland (BVMI)        | Gold                                                                   | 250.000   |
| Kanada (MC)               | Platin                                                                 | 100.000   |
| Vereinigte Staaten (RIAA) | Platin                                                                 | 1.000.000 |
| Insgesamt                 | 1× Gold · 2× Platin ·                                                  | 1.350.000 |

Hauptartikel: ZZ Top/Auszeichnungen für Musikverkäufe